# Rodolfo Bodipo
Rodolfo Bodipo Díaz (ur. 25 października 1977 w Sewilli) – gwinejski piłkarz grający na pozycji napastnika. Posiada także obywatelstwo hiszpańskie.

## Kariera klubowa
Bodipo urodził się w Sewilli w rodzinie pochodzącej z Gwinei Równikowej. Karierę piłkarską rozpoczął w amatorskim klubie CD Isla Cristina, a w 1998 roku przeszedł do Recreativo Huelva i przez trzy sezony był podstawowym zawodnikiem tego zespołu występując na boiskach Segunda División. W 2001 roku został sprzedany do innego klubu z tej ligi, Racingu Santander. Zdobył 11 goli i przyczynił się do awansu Racingu do Primera División. W pierwszej lidze hiszpańskiej zadebiutował 31 sierpnia w przegranym 0:1 domowym spotkaniu z Realem Valladolid. Występował w ataku z Javim Guerrero i przez dwa sezony był drugim najlepszym strzelcem drużyny, której dwukrotnie pomógł w utrzymaniu w lidze.
Latem 2004 roku Bodipo odszedł do Deportivo Alavés i w sezonie 2004/2005 zdobył 16 bramek, najwięcej w drużynie. Awansował z Alavés do Primera División. W niej strzelił 7 goli, jednak drużyna z miasta Vitoria nie zdołała utrzymać się w lidze i po roku powróciła do Segunda División.
W czerwcu 2006 roku Bodipo trafił do Deportivo La Coruña. Kosztował 2 miliony euro. W barwach nowego klubu po raz pierwszy wystąpił 27 sierpnia w meczu z Realem Saragossa, wygranym przez „Depor” 3:2. We wrześniowym spotkaniu z RCD Mallorca doznał jednak ciężkiej kontuzji i do gry wrócił dopiero w maju 2007. Wystąpił jeszcze w 5 spotkaniach, w których strzelił 2 bramki. Z kolei w sezonie 2007/2008 także leczył kontuzje i w związku z tym rozegrał tylko 19 spotkań w rozgrywkach ligowych. W 2010 roku został wypożyczony do rumuńskiego FC Vaslui, a latem odszedł na wypożyczenie do Elche CF.
| Sezon   | Klub                | Kraj      | Rozgrywki        | Mecze | Bramki |
| ------- | ------------------- | --------- | ---------------- | ----- | ------ |
| 1998/99 | Recreativo Huelva   | Hiszpania | Segunda División | 19    | 7      |
| 1999/00 | Recreativo Huelva   | Hiszpania | Segunda División | 38    | 6      |
| 2000/01 | Recreativo Huelva   | Hiszpania | Segunda División | 39    | 8      |
| 2001/02 | Racing Santander    | Hiszpania | Segunda División | 25    | 11     |
| 2002/03 | Racing Santander    | Hiszpania | Primera División | 25    | 9      |
| 2003/04 | Racing Santander    | Hiszpania | Primera División | 30    | 7      |
| 2004/05 | Deportivo Alavés    | Hiszpania | Segunda División | 39    | 16     |
| 2005/06 | Deportivo Alavés    | Hiszpania | Primera División | 35    | 8      |
| 2006/07 | Deportivo La Coruña | Hiszpania | Primera División | 7     | 2      |
| 2007/08 | Deportivo La Coruña | Hiszpania | Primera División | 18    | 1      |
| 2008/09 | Deportivo La Coruña | Hiszpania | Primera División | 21    | 5      |
| 2009/10 | Deportivo La Coruña | Hiszpania | Primera División | 15    | 0      |
| 2009/10 | FC Vaslui           | Rumunia   | Liga I           | 3     | 0      |
| 2010/11 | Elche CF            | Hiszpania | Segunda División | 23    | 2      |
| 2011/12 | Deportivo La Coruña | Hiszpania | Segunda División | 6     | 1      |
| 2012/13 | Deportivo La Coruña | Hiszpania | Primera División | 6     | 1      |
| 2012/13 | Xerez CD            | Hiszpania | Segunda División | 10    | 2      |

## Kariera reprezentacyjna
W 2003 roku Bodipo wybrał grę dla reprezentacji Gwinei Równikowej, tym samym dając potem przykład dla takich zawodników jak Benjamín Zarandona czy Javier Balboa. W kadrze narodowej Gwinei zadebiutował 11 października 2003 w wygranym 1:0 meczu eliminacji do Mistrzostw Świata w Niemczech z Togo.